# 马丁·埃尔利奇
马丁·埃尔利奇（發音：[mǎrtin êːrlitɕ]；1998年1月24日—），是一名克罗地亚足球运动员，场上司职中后卫，現效力于丹麥足球超級聯賽球队米迪蘭特。克羅地亞國家足球隊成員。

## 俱乐部生涯

### 萨索洛
2015年，在帕尔马破产后，埃尔利奇加盟了萨索洛，但并没有获得过出场机会。

#### 被外租至南蒂罗尔
2017年8月31日，埃尔利奇被萨索洛外租至意丙球队南蒂罗尔，租期一个赛季。2017年10月8日，在球队客场1-3不敌帕多瓦的比赛中，埃尔利奇在第70分钟时替补登场，换下了斯加尔比，完成了意丙首秀。7天后，10月15日，在南蒂罗尔主场5-0狂胜圣阿尔坎杰洛的比赛中，埃尔利奇首次为球队打满全场。11月8日，在南蒂罗尔客场1-0击败圣贝内德特塞的比赛中，埃尔利奇在第81分钟时打入了全场的唯一一粒进球，这也是他在职业生涯中打进的第一粒进球。在租借效力南蒂罗尔的一个赛季中，埃尔利奇交出了30次出场、1粒进球、以及1次助攻的成绩单。

#### 被外租至斯佩齐亚
2018年7月10日，埃尔利奇被萨索洛外租至意乙球队斯佩齐亚，租期一个赛季。

### 斯佩齐亚
在近伤缺了整个2018–19赛季后，2019年7月15日，埃尔利奇正式转会加盟斯佩齐亚。

## 生涯数据

### 俱乐部
最後更新：2021年5月15日
| 俱乐部           | 赛季     | 联赛     | 联赛 | 联赛 | 杯赛 | 杯赛 | 欧战 | 欧战 | 其他 | 其他 | 合计 | 合计 |
| 俱乐部           | 赛季     | 联赛级别 | 出场 | 进球 | 出场 | 进球 | 出场 | 进球 | 出场 | 进球 | 出场 | 进球 |
| ---------------- | -------- | -------- | ---- | ---- | ---- | ---- | ---- | ---- | ---- | ---- | ---- | ---- |
| 南蒂罗尔（外租） | 2017–18  | 意丙     | 30   | 1    | 0    | 0    | —    | —    | —    | —    | 30   | 1    |
| 斯佩齐亚（外租） | 2018–19  | 意乙     | 0    | 0    | 1    | 0    | —    | —    | —    | —    | 1    | 0    |
| 斯佩齐亚         | 2019–20  | 意乙     | 27   | 0    | 0    | 0    | —    | —    | —    | —    | 27   | 0    |
| 斯佩齐亚         | 2020–21  | 意甲     | 26   | 3    | 1    | 0    | —    | —    | —    | —    | 27   | 3    |
| 斯佩齐亚         | 合计     | 合计     | 53   | 3    | 2    | 0    | 0    | 0    | 0    | 0    | 55   | 3    |
| 生涯合计         | 生涯合计 | 生涯合计 | 83   | 4    | 2    | 0    | 0    | 0    | 0    | 0    | 85   | 4    |